# Vincenzo degli Azani

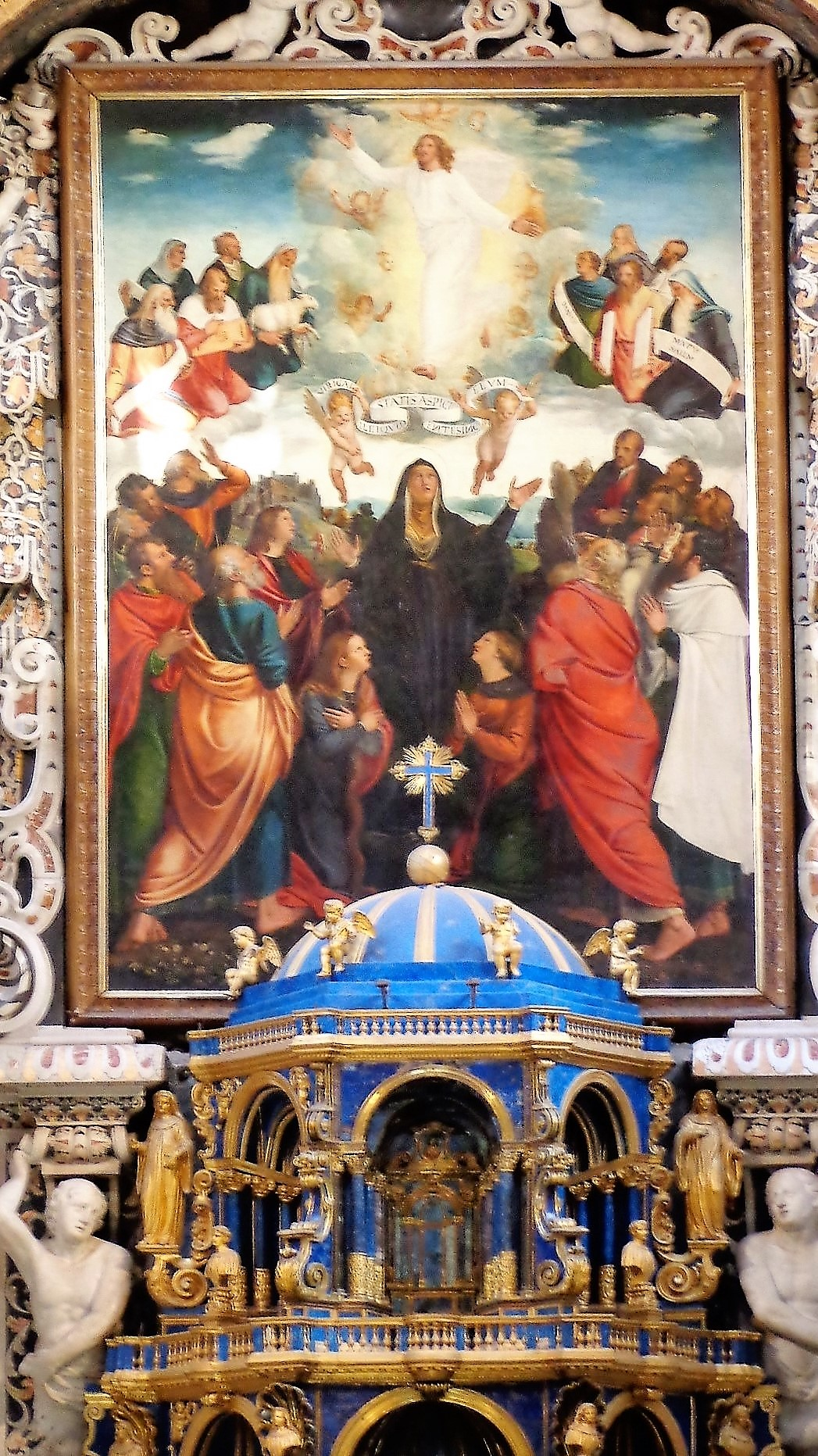
Ascensione, chiesa di Santa Maria dell'Ammiraglio o della Martorana di Palermo.

Vincenzo degli Azani, altrimenti noto come Vincenzo da Pavia o Vincenzo Aniemolo o Vincenzo degli Azani da Pavia o Il Romano (Pavia, ... – Palermo, 16 luglio 1557), è stato un pittore italiano.

## Biografia

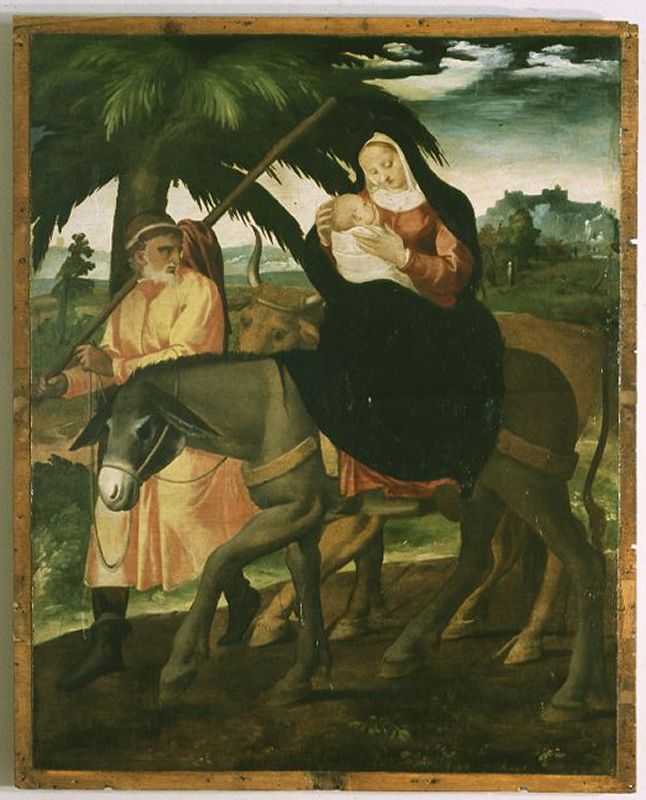
Fuga in Egitto.

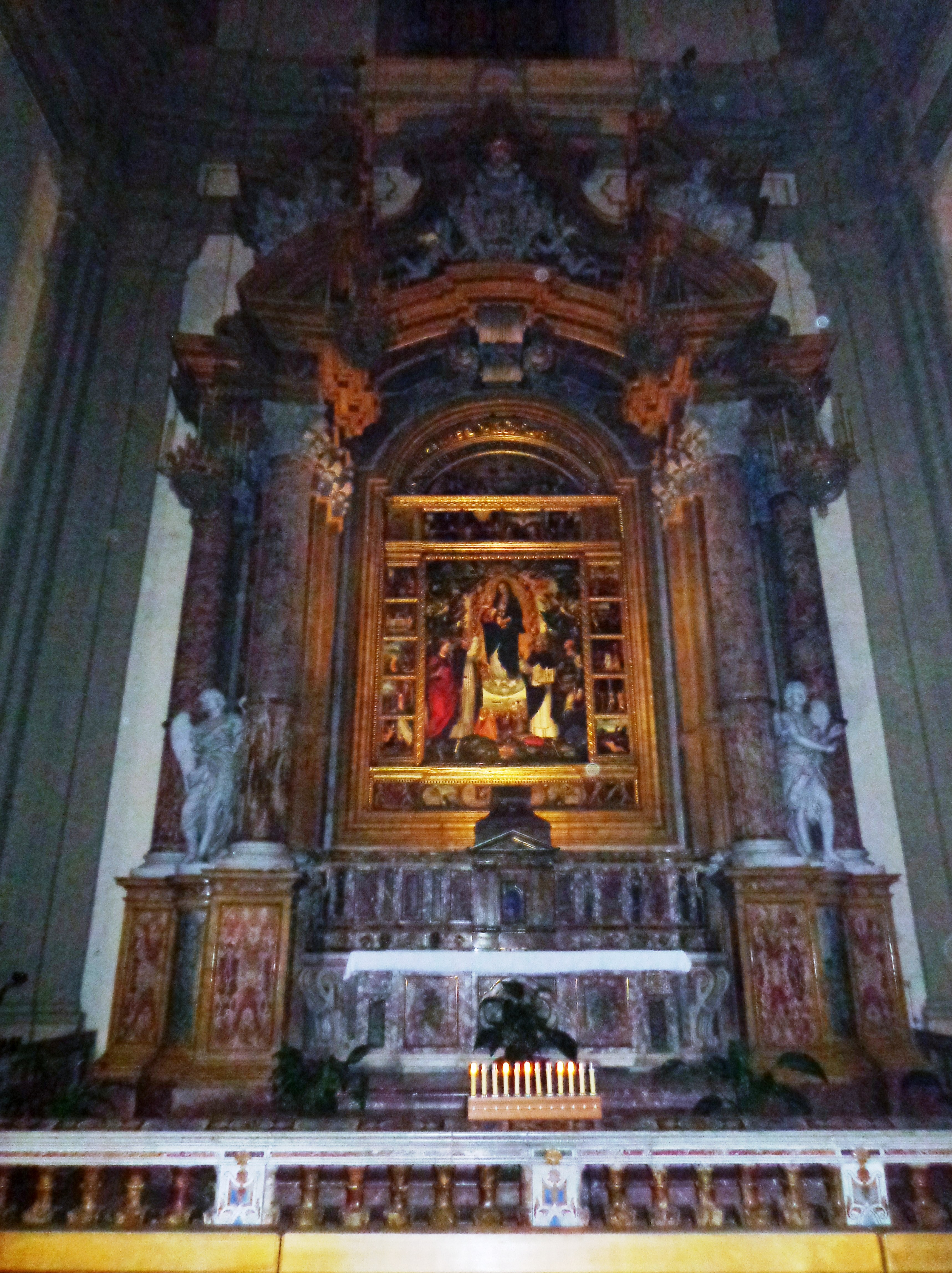
Cappellone della Madonna del Rosario, chiesa di San Domenico di Palermo.

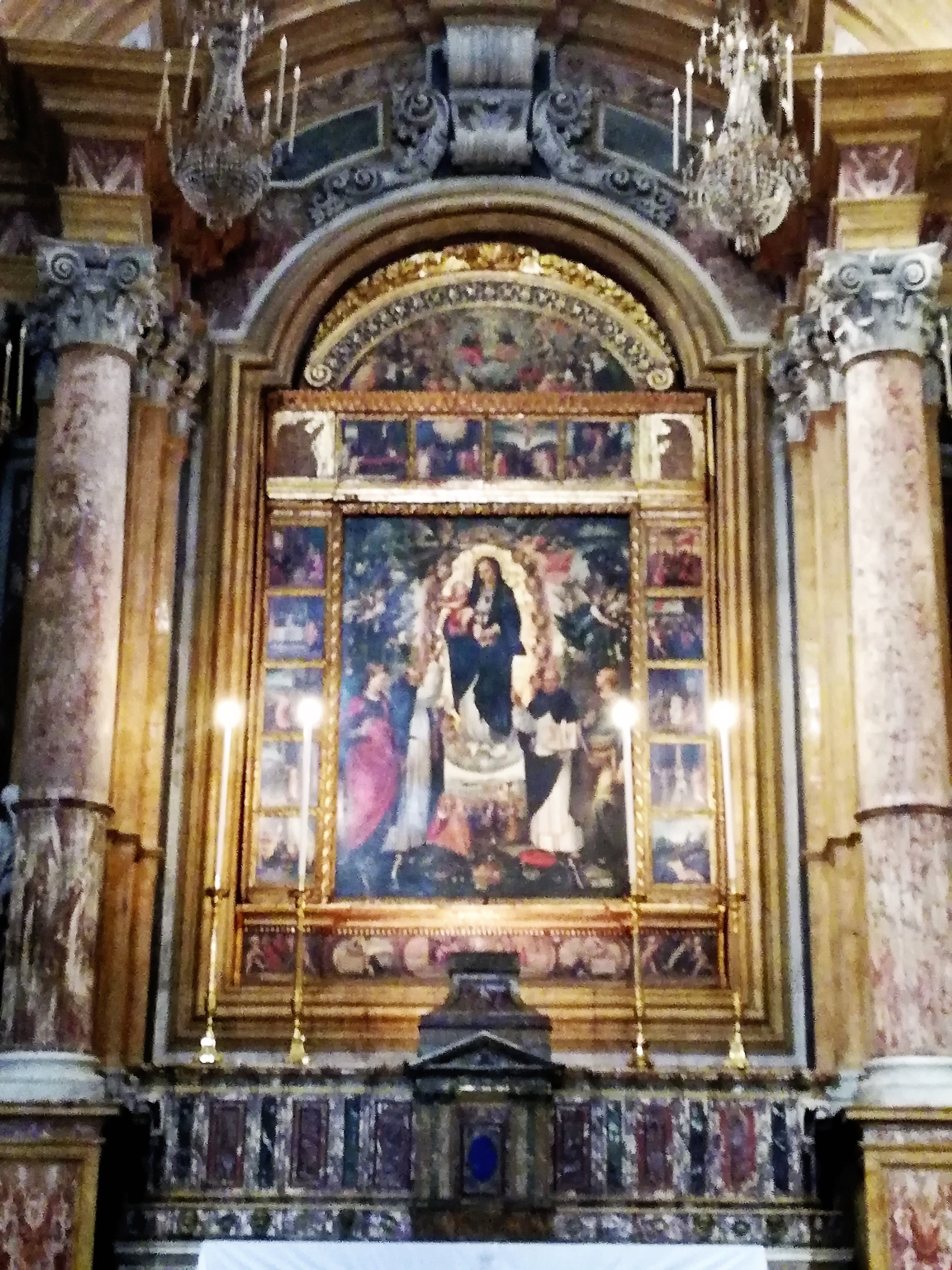
Madonna del Rosario, chiesa di San Domenico di Palermo.

Per opere e attività, tranne brevi soggiorni di studio in continente, è sempre segnalato in Sicilia a Palermo, sebbene i contemporanei testimoniano Pavia come città natale. Dopo aver studiato le opere del Perugino e di altri maestri, si reca a Roma (da cui l'appellativo "Romano") influenzato dallo stile di Raffaello, non è dato per certo se è stato un suo allievo. Vincenzo lascia la città nel 1527 al momento del suo saccheggio e torna in Sicilia, durante il rientro la sua presenza è documentata a Napoli, a Messina e infine a Palermo dove vive e opera fino alla morte.
Ha lasciato molte opere nelle chiese di Palermo, una commissionata a Tunisi, per molte altre regge l'ipotesi che siano state trasferite in Spagna dopo la morte. Tutti i dipinti palermitani sono permeati dall'influenza raffaellita persino nello spunto vedi il quadro dello Sposalizio della Vergine, l'ultimo lavoro la Morte della Vergine resta incompiuto, commissionato per la chiesa del Carmine di Sciacca e ispirato allo stesso soggetto dall'artista olandese Petrus Christus.

## Opere

### Agrigento e provincia
- 1552, Morte della Vergine, dipinto, opera incompiuta completata nel 1572 da Giovanni Paolo Fondulli, commissione per la chiesa del Carmine di Sciacca.

### Catania e provincia
- XVI secolo, Natività della Vergine ed episodio del Miracolo della salvezza di Randazzo, dipinto su tavola, attribuzione, opera proveniente dalla chiesa di Santa Maria della Misericordia fuori le Mura e documentata nella chiesa di San Martino di Randazzo.[2]

### Messina e provincia
- XVI secolo, Santa Chiara e Santa Agnese d'Assisi, dipinto, opera documentata nella chiesa di San Francesco all'Immacolata di Messina.[3]
- XVI secolo, Vergine con i Santi Cosma e Damiano, dipinto, opera documentata nella chiesa di San Francesco all'Immacolata di Messina.[3][4]
- XVI secolo, Vergine con Santi Cosma e Damiano, dipinto, opera documentata nell'Oratorio della Pace della Compagnia dei Bianchi presso il convento di San Domenico. Assieme a tutte le opere pittoriche scampate al terremoto della Calabria meridionale del 1783 è custodita nel Museo Regionale di Messina.[4][5]
- XVI secolo, Predicazione di San Giovanni, dipinto, opera documentata nella chiesa dello Spirito Santo di Messina.[4]

### Palermo e provincia

#### Palermo
- 1533, Ascensione, pala d'altare principale, opera collocata sull'altare maggiore della chiesa di Santa Maria dell'Ammiraglio o della Martorana.[6]
- 1536, San Cono Eremita raffigurato tra 20 scene della sua leggenda, dipinto su tavola, opera proveniente dalla chiesa di Santa Maria di Porto Salvo ora al Museo diocesano.
- 1540, Vergine del Rosario, raffigurante la consegna del Rosario a San Domenico di Guzmán con Santa Cristina, San Vincenzo Ferreri, San Tommaso d'Aquino e Santa Ninfa, inginocchiati i coniugi Plaia committenti dell'opera, all'epoca potente casato al servizio dei sovrani della Corona d'Aragona, dipinto custodito nella chiesa di San Domenico.
- 1550, Sant'Antonio abate raffigurato tra 8 scene della sua vita, dipinto su tavola, opera proveniente dalla chiesa di Santa Maria di Valverde ora al Museo diocesano.
- XVI secolo, Nascita di Cristo, dipinto, opera custodita nella chiesa di San Domenico.
- XVI secolo, Madonna con Bambino, dipinto, opera custodita nell'Oratorio di Santa Caterina d'Alessandria all'Olivella.
- 1546, Compianto del Cristo Morto, dipinto su tavola, opera proveniente dal monastero delle Domenicane e collocata nella chiesa di Santa Maria della Pietà.[7]
- 1542, Flagellazione di Cristo, dipinto su tavola, opera documentata nella chiesa di San Giacomo la Marina.[8]
- XVI secolo, Visitazione, dipinto su tavola, opera documentata nella chiesa di San Giacomo la Marina.
- XVI secolo, Natività, attribuzione, opera presente nella Cappella della Natività della chiesa di Santa Maria degli Angeli.
- XVI secolo, Sposalizio della Vergine, dipinto, opera conservata nella Cappella dello Sposalizio della chiesa di Santa Maria degli Angeli.
- XVI secolo, Maria Vergine delle Grazie, olio su tela, opera documentata nella cappella eponima del primo chiostro del convento della Gancia.
- XVI secolo, Storie di San Giacomo, due dipinti, opere documentate nella chiesa di San Giacomo dei Militari o la Mazzara.
- XVI secolo, Pietà, dipinto, opera documentata nella chiesa di Santa Cita.
- XVI secolo, Deposizione, dipinto, opera documentata nella chiesa di Santa Cita.[9]
- Galleria Nazionale della Sicilia di «Palazzo Abatellis»:
  - XVI secolo, Trasporto al sepolcro, olio su tavola.
  - 1533, Deposizione dalla Croce, olio su tavola, opera proveniente dalla chiesa di San Giacomo la Marina.[10]
  - 1542, Adorazione dei Magi, olio su tavola, opera proveniente dalla chiesa di San Giacomo la Marina.
  - XVI secolo, San Corrado Eremita, dipinto su tavola, opera proveniente dalla chiesa di Santa Maria degli Angeli.[8][11][12]
  - XVI secolo, Il martirio dei Soldati Sebasteni della XII Legione Fulminata, dipinto, opera proveniente dalla chiesa di San Ranieri e dei Santi Quaranta Martiri Pisani.
  - XVI secolo, Fuga in Egitto, dipinto su tavola, opera proveniente dalla Cappella dei Lombardi della chiesa di San Giacomo la Marina.
  - XVI secolo, Salita delle anime, con Maria, Gesù Bambino e Dio Padre, dipinto su tavola.
  - XVI secolo, Vergine e il Bambino tra quattro Santi, dipinto, opera già documentata nella chiesa di San Pietro Martire.
  - XVI secolo, Presentazione di Gesù al Tempio, olio su tavola, opera proveniente dalla chiesa di San Giacomo la Marina.
  - XVI secolo, Annunciazione, olio su tavola, opera proveniente dalla chiesa di San Giacomo la Marina.
  - XVI secolo, Natività, dipinto su tavola, opera proveniente dalla chiesa di San Giacomo la Marina.
  - XVI secolo, Madonna, Bambino e Santi, dipinto su tavola.

### Ragusa e provincia
- XVI secolo, Stimmate di San Francesco, dipinto su tela, attribuzione d'opera custodita nella chiesa di San Francesco all'Immacolata di Comiso.

### Trapani e provincia
- XVI secolo, Madonna del Rosario raffigurata con san Francesco d'Assisi, san Domenico, san Tommaso d'Aquino, san Francesco di Paola, opera custodita nel Museo d'arte sacra di Alcamo.

### Opere sparse
- XVI secolo, Quadro commissionato per la Cappella del Forte de La Goletta di Tunisi.
- XVI secolo, Madonna con il Bambino in Gloria, dipinto su tavola, opera esposta alla Walker Art Gallery di Liverpool, Gran Bretagna.
- XVI secolo, Santa Caterina d'Alessandria, dipinto su tavola esposto alla Walker Art Gallery di Liverpool, Gran Bretagna.